# Judge Rinder
Judge Rinder est une émission britannique de téléréalité judiciaire basée sur l'arbitrage, diffusée sur ITV depuis le 11 août 2014. L'émission met en scène Robert Rinder en tant qu'arbitre supervisant des affaires civiles. Rinder a commencé sa carrière dans le droit pénal en 2003. Il est avocat et porte sa robe d'avocat pendant l'émission, mais ne porte pas la perruque comme il est d'usage dans la magistrature,. Rinder est un avocat pénaliste en exercice au 2 Hare Court Chambers à Londres et cela est clairement indiqué dans l'émission. Comme pour d'autres émissions judiciaires connexes qui l'ont inspiré, telles que Judge Judy, Judge Mathis et The People's Court, toute sentence rendue par Rinder est payée par la société de production plutôt que par le perdant. 

## Structure de l'émission
Les audiences se déroulent dans un studio dont le style est celui d'une salle d'audience de télévision, avec un style de divertissement, y compris un drapeau de l'Union Jack et un autre drapeau avec le logo de l'émission et un marteau, qui ne sont ni l'un ni l'autre utilisés dans les tribunaux britanniques. Les robes portées par Rinder sont des robes de barristers ordinaires sans perruque et, en Angleterre et au Pays de Galles, la plupart des procès de petites créances se déroulent dans les chambres des juges de district. L'émission suit le même format que d'autres émissions judiciaires télévisées, telles que Judge Judy et Judge Mathis.
Le demandeur et le défendeur entrent séparément dans la salle d'audience, tandis que le présentateur Charles Foster annonce leurs noms (contrairement à Judge Judy, où les noms complets sont utilisés. Les plaideurs ne sont identifiés que par leur prénom) ainsi que les détails de l'affaire et ils prennent place à leur banc respectif : le demandeur à la gauche du juge, et le défendeur à sa droite. Le juge Rinder demande ensuite au demandeur et au défendeur de confirmer leurs noms, et l'affaire se poursuit. L'huissier de justice de l'émission est Michelle Hassan, qui fait passer des éléments de preuve (photographies, reçus, copies de messages texte, etc.) entre les parties et le juge Rinder pendant la procédure, qui peuvent être affichés sur un grand écran vidéo dans la salle d'audience (avec certaines informations d'identification électroniquement floutées) lorsque cela est nécessaire. Mme Hassan apporte également une boîte de mouchoirs ou un verre d'eau à tout justiciable qui serait en détresse au cours de son procès. Elle escorte également tout témoin supplémentaire dans la salle d'audience et qui fait sa déposition, en se tenant dans un box du même côté de la salle où elle se tient et en sortant de la salle d'audience par la suite.